# Arhitektonska teorija
Arhitektonska teorija je umetnost razmišljanja, rasprave i pisanja o arhitekturi. Arhitektonska teorija predaje se u svim arhitektonskim školama, a njome se bave vodeći svetski arhitekti. Neki oblici koje teorija arhitekture poprima su predavanje ili dijalog, rasprava ili knjiga, i projektni rad ili konkursni rad. Arhitektonska teorija je često didaktična, a teoretičari imaju tendenciju da ostanu blizu ili rade iz škole. To je postojalo u nekom obliku od antike, a kako je izdavaštvo postajalo sve zastupljenije, arhitektonska teorija dobija sve veće bogatstvo. Knjige, magazini i časopisi objavili su veoma veliki broj dela arhitekata i kritičara u 20. veku. Kao rezultat, stilovi i pokreti su bivali formirani i rasformirani mnogo brže nego relativno trajni modusi u ranijoj istoriji. Može se očekivati je da će upotreba interneta produbiti diskurs o arhitekturi u 21. veku.

## Istorija

### Antika
Postoji malo podataka ili dokaza o znatnoj arhitektonskoj teoriji u antici, sve do 1. veka pre nove ere, sa delom Vitruvija. To, međutim, ne znači da takva dela nisu postojala, imajući u vidu to da mnoga dela nikada nisu preživela antiku.
Vitruvije je bio rimski pisac, arhitekta i inženjer aktivan u 1. veku p. n. e.. On je bio najprominentniji teoretičar arhitekture u Rimskom carstvu poznat u današnje vreme, napisavši delo De arhitektura (danas poznato kao Deset knjiga o arhitekturi), raspravu o arhitekturi napisanu na latinskom i grčkom, posvećenu caru Avgustu. To delo je verovatno napisano između 27. i 23. p. n. e. Ono je jedini je veći savremeni izvor klasične arhitekture koji je preživeo. Taj rad je podeljen u deset odeljaka ili „knjiga”, pokriva gotovo sve aspekte rimske arhitekture, od urbanizma, materijala, ukrasa, hramova, napajanja vodom, itd. On strogo definiše klasične arhitektonske redove. U tom radu se takođe predlažu tri temeljna zakona kojih se arhitektura mora pridržavati: firmitas, utilitas, venustas, što je 17. veku Henri Voton preveo kao čvrstina, roba i zadovoljstvo (sa značenjem strukturna adekvatnost, funkcionalna adekvatnost, i lepota).

### Srednji vek
Kroz srednji vek, arhitektonska znanja prenošena su transkripcijom, usmenom predajom i tehnički u ložama majstora graditelja. Zbog mukotrpne prirode transkripcije, u to vreme je napisan mali broj primera arhitektonske teorije. Većina pisanih dela tokom ovog perioda bila su teološka i bila su transkripcija Biblije. Iguman Sugerovo delo Liber de rebus in administratione sua gestis bio je arhitektonski dokument koji je nastao sa gotskom arhitekturom. Još jedan primer je portfolio crteža Vilara de Onekura iz 1230-ih.
U kineskoj dinastiji Song, Li Đe je objavio Jingcao Faši 1103. godine, što je bio arhitektonski spis koji je kodifikovao elemente kineske arhitekture.

### Renesansa
Prvo veliko delo arhitektonske teorije ovog perioda pripada Leonu Batisti Albertiju, De re aedificatoria, koje je Vitruvija postavilo u srž najdublje teorijske tradicije modernog doba. Od Albertija, dobra arhitektura je potvrđena kroz vitruvijsku trijadu, koja definiše njenu svrhu. Ovaj triplet je očuvao svu svoju važnost do 19. veka. Značajan prelaz u 17. vek i ultimativno u doba prosvetiteljstva obezbeđen je naprednim matematičkim i optičkim istraživanjima proslavljenog arhitekte i geometra Žirara Dezarga, sa naglaskom na njegovim studijama o konusima, perspektivi i projektivnoj geometriji.

### Prosvetiteljstvo
Doba prosvetiteljstva bilo je svedok značajnog razvoja u teoriji arhitekture na evropskom kontinentu. Nova arheološka otkrića (poput onih u Pompejima i Herkulanumu) podstakla su novo interesovanje za klasičnu umetnost i arhitekturu. Tako je pojam neoklasicizam, koji je prikazan u spisima pruskog umetničkog kritičara Johana Joahima Vinkelmana, nastao da označi arhitekturu 18. veka, koja je ovim novim klasičnim presedanima tražila inspiraciju u dizajnu zgrada.

### 19. vek
Vibrantni soj neoklasicizma, nasleđen iz seminalnog eseja Mark-Antvana Ložea, pružio je osnovu za dve generacije međunarodnih aktivnosti oko osnovnih tema klasicizma, primitivizma i „povratka prirodi“.
Reakcija protiv dominacije neoklasične arhitekture došla je do izražaja 1820-ih godina kada je Ogastes Pjužin pružio moralnu i teorijsku osnovu za gotsku preporodnu arhitekturu, a 1840-ih Džon Raskin je razvio ovaj etos.
Američki vajar Horajšo Grinou objavio je u avgustu 1843. esej „Američka arhitektura“ u kojem je odbacio imitaciju starih stilova zgrada i izneo funkcionalni odnos između arhitekture i dekoracije. Ove teorije su predviđale razvoj funkcionalizma u modernoj arhitekturi.
Pred kraj veka dogodio se procvat teorijske delatnosti. U Engleskoj su Raskinovi ideali bili osnova za nastanak pokreta umetnosti i zanatstva koji je prikazan u tekstovima Vilijama Morisa. To je zauzvrat stvorilo osnovu za secesiju u Velikoj Britaniji, kao što je ilustrovano radom Čarlsa Reni Makintoša, i uticalo je na bečku secesiju. Na kontinentu su teorije Viola le Dika i Gotfrida Zempera bile odskočna daska za ogromnu vitalnost misli posvećenih arhitektonskim inovacijama i obnavljanju pojma stila.

### 20. vek
Godine 1889. Kamilo Site je objavio Der Städtebau nach seinem künstlerischen Grundsätzen (u prevodu Gradsko planiranje prema umetničkim principima), što nije bila toliko kritika arhitektonske forme, koliko estetska kritika (inspirisana srednjovekovnim i baroknim planiranjem grada) urbanizma iz 19. veka. Ovaj uglavnom teorijski rad imao je neposredan uticaj na arhitekturu, jer su se dve discipline arhitekture i planiranja ispreplele. Potražnja za njim bila je toliko velika da se pet izdanja pojavilo na nemačkom između 1889. i 1922, a francuski prevod izašao je 1902. (Nijedno izdanje na engleskom nije izlazilo do 1945. godine) Za Sitea najvažnije pitanje nije bio arhitektonski oblik ili forma zgrada, već kvalitet urbanih prostora koje zgrade kolektivno zatvaraju, pri čemu je celina više od zbira delova. Moderni pokret je odbio ova stanovišta, i Le Korbizje je energično odbacio ovo delo. Ipak, Siteov rad su ponovo razmotrili postmoderni arhitekti i teoretičari iz 1970-ih, posebno nakon njegove republikacije 1986. godine od strane Rizolija, u izdanju koje su uredili Kolins i Kolins (sada u izdanju Dovera). Knjiga se danas često anahrono citira kao sredstvo za kritiku modernog pokreta.
Takođe na temu umetničkih pojmova u pogledu urbanizma bilo je delo Luisa Salivan Umetničko razmatranje visokih poslovnih zgrada (engl. The Tall Office Building Artistically Considered) iz 1896. U ovom eseju Sulivan je napisao svoju čuvenu aliterativnu izreku „oblik uvek sledi funkciju“; frazu koja je kasnije usvojena kao centralno načelo moderne teorije arhitekture. Dok su kasniji arhitekti usvojili skraćeni izraz „oblik prati funkciju“ kao polemiku u službi funkcionalističke doktrine, Salivan je pisao o funkciji s obzirom na biološke funkcije prirodnog poretka. Još jedan uticajni teoretičar planiranja ovog doba bio je Ebenizer Hauard, koji je osnovao pokret za baštenski grad. Ovaj pokret imao je za cilj da formiraju zajednice sa arhitekturom u stilu umetnosti i zanata u Lečvortu i Velvin garden sitiju i popularizovao je stil kao domaću arhitekturu.

### Savremeno doba
U savremenom arhitektonskom diskursu teorija se većoj meri bavi svojim položajem u kulturi uopšte, a posebno mišlju. Zbog toga univerzitetski kursevi iz teorije arhitekture često provode isto toliko vremena raspravljajući o filozofiji i kulturološkim studijama kao i o zgradama, i zašto se napredna postdiplomska istraživanja i doktorske disertacije fokusiraju na filozofske teme povezane sa arhitektonskim humanističkim naukama. Neki teoretičari arhitekture se usredsređuju na raspravu o filozofskim temama ili direktni dijalog sa filozofima, kao u slučaju Piter Ajzenmanovog i Bernar Čumiovog interesovanja za Deridovu| misao, ili interesovanje Entonija Vajdlera za dela Frojda i Lakana, pored interesovanja za Gaston Bašlarovu Poetiku svemira ili tekstove Žil Deleza. To je bio slučaj i sa nastavnicima u akademskim krugovima poput Dalibora Veselija ili Alberto-Perez Gomeza, a poslednjih godina ova filozofska orijentacija ojačana je istraživanjem nove generacije teoretičara (npr. Džefri Kipnis ili Sanford Kvinter). Slično tome, može se pozvati na savremene arhitekte koje zanimaju filozofija i kulturološke studije. Neke zanima fenomenologija, poput Hristijana Norberg-Šulca, ili se specijalizuju za filozofe i istoričare nauke, poput Nadera El-Bizrija, koji je takođe zapaženi fenomenolog (posebno u Hajdegerovim studijama). Drugi, poput Beatriz Kolomina i Mari Maklaud, proširuju istorijska shvatanja arhitekture tako što uključuju manje ili minorne diskurse koji su vremenom uticali na razvoj arhitektonskih ideja. Studije o feminizmu u arhitekturi, te seksualnosti i rodu kao moćnim kulturnim izrazima, takođe se smatraju sastavnim delom potonjeg teorijskog diskursa 20. veka, i povezane su sa osobama kao što su Dolores Hejden, Katrin Ingram, Dženifer Blumer i Silvija Lavin. Ideja da teorija podrazumeva kritiku takođe je proistekla iz poststrukturnih književnih studija u radu mnogih drugih teoretičara i arhitekata, poput Marka Viglija i Dajane Agrest, između ostalih. U njihovim teorijama, arhitektura se upoređuje sa jezikom koji se može izumeti i ponovo izumeti svaki put kada se koristi. Ova teorija je uticala na takozvanu dekonstruktivističku arhitekturu. Nasuprot tome, inovatori mrežnog društva, posebno softverski programeri Silicijumske doline, prihvatili su naglasak Kristofera Aleksandera na bezvremenskom načinu gradnje (1979) zasnovan na jezicima obrazaca koji su optimizovani na licu mesta kako se gradnja odvija.

## Literatura
- Reyner Banham. (1980). Theory and Design in the First Machine Age. ISBN 0-262-52058-3.. Praeger Publishers, (1960)
- Patrizio Ceccarini (2004). Catastrophisme architectural. L'architecture comme sémio-physique de l'espace social. Harmattan. ISBN 978-2747550789.. Paris, L'Harmattan,
- Ceccarini, Patrizio (2013). Le système architectural gothique. Théologie sciences et architecture au XIII° siècle à Saint-Denis (Tome 2). Morphogenèse et modélisation de la basilique de Saint-Denis. Paris: L'Harmattan Editions Distribution. ISBN 978-2-336-30185-3.
- Nader El-Bizri, On Dwelling: Heideggerian Allusions to Architectural Phenomenology. Studia UBB Philosophia. 60: 5—30. 2015. Недостаје или је празан параметар |title= (помоћ).
- Bernd Evers, Christoph Thoenes;  . (2003). Architectural Theory from the Renaissance to the Present. Taschen. ISBN 3-8228-1699-X.. Taschen, (2003)
- Saul Fisher, "Philosophy of Architecture", Stanford Encyclopedia of Philosophy (Fall 2015 Edition), Edward N. Zalta (ed.)
- K. Michael Hays (ed.). Architecture Theory since 1968. Cambridge: MIT Press. 2000. ISBN 0-262-58188-4.. (1998)
- Mark Jarzombek, "The Cunning of Architecture's Reason," Footprint (#1, Autumn 2007), pp. 31–46.
- Stephen R. Kellert, Judith Heerwagen, and Martin Mador (eds.), "Biophilic Design: the Theory, Science, and Practice of Bringing Buildings to Life", John Wiley, New York, Kellert, Stephen R.; Heerwagen, Judith; Mador, Martin (2008). Biophilic Design: The Theory, Science and Practice of Bringing Buildings to Life. Wiley. ISBN 978-0-470-16334-4.
- Hanno-Walter Kruft (1994). A history of architectural theory: from Vitruvius to the present. Princeton Architectural Press. ISBN 1-56898-010-8.
- Harry F. Mallgrave (2005). Modern Architectural Theory: A Historical Survey, 1673-1969. Cambridge University Press. ISBN 0-521-79306-8., (2005)
- Kate Nesbitt. (1996). Theorizing a New Agenda for Architecture: An Anthology of Architectural Theory. Princeton Architectural Press. ISBN 1-56898-054-X.
- Joan Ockman, Edward Eigen. (1993). Architecture Culture 1943-1968: A Documentary Anthology. ISBN 0-8478-1511-0.. Rizzoli,
- Nikos Salingaros. "A Theory of Architecture". Umbau-Verlag, . 2006. ISBN 3-937954-07-4. Недостаје или је празан параметар |title= (помоћ).
- Andrea Sauchelli, "On Architecture as a Spatial Art" Nordic Journal of Aesthetic, 43 (2012)
- Manfredo Tafuri, translated by Giorgio Verrecchia. (1968). Theories and History of Architecture. ISBN 0-06-438580-9.. Harper & Row,
- Vitruvius, Translation: Morris Hicky Morgan The Ten Books On Architecture. 1960.. Dover Publications.
- „Reading University: What is Biomimetics?”. 23. 3. 2012. Архивирано из оригинала 23. 3. 2012. г..
- Otto Wagner. (1902). Moderne Architektur: Seinen Schülern ein Führer auf diesem Kunstgebiete.. Anton Schroll.
- Otto Wagner. Translated by Harry Francis Mallgrave. (1988). Modern Architecture: A Guidebook for His Students to This Field of Art. ISBN 0-226-86938-5.. Getty Center for the History of Art and the Humanities.